# Општа декларација о правима човека
Општа декларација о правима човека је декларација усвојена од стране Генералне скупштине Уједињених нација (A/RES/217, 10. децембра 1948. године у палати Шајо у Паризу), чиме је представљено опште виђење организације о питањима људских права гарантованих људима. Еленор Рузвелт је рекла како би Декларација могла бити „Магна карта за читаво човечанство”.
Декларација се састоји од 30 чланака који афирмишу права појединца која су, мада нису правно обавезујућа сама по себи, разрађена у накнадним међународним уговорима, економским трансферима, регионалним инструментима људских права, националним уставима, и другим законима. Декларација је била први корак у процесу формулисања Међународног закона о људским правима, који је комплетиран 1966. године, и ступио на снагу 1976, након што је довољан број земаља ратификовао документ.
Неки правни научници сматрају да пошто се већина земља константно позивала на декларацију током периода од преко 50 година, да је она постала обавезујући део уобичајеног међународног права. Међутим, у Сједињеним Државама, Врховни суд је у случају Соса против Алварез Мачаин (2004), извео закључак да декларација „сама по себи не намеће обавезе по питањима међународног права”. Судови других земаља су исто тако извели закључак да декларација није сама по себи део домаћих закона.

## Настанак
Пошто су зверстава почињена од стране нацистичке Немачке изашла на видело после Другог светског рата, појавило се опште мишљење у светској заједници да Повеља Уједињених нација не разјашњава довољно права која треба да заштити. Тачније, општа декларација која у потпуности разјашњава права појединаца је била крајње неопходна. Канађанин Џон Петерс Хамфри је био позван од стране Секретаријата Уједињених нација да ради на пројекту и постане главни стваралац декларације. Хамфрију је асистирала Еленор Рузвелт из Сједињених Држава, Рене Касин из Француске, Чарлс Малик из Либана, и П. Ц. Чанг из Кине, између осталих. Проглашење је ратификовано током заседања Генералне скупштине 10. децембра 1948. године гласовима 48 за и 0 против, са 8 уздржаних (Југославија, Читав Совјетски блок [Белорусија, Чехословачка, Пољска, Украјина, СССР], Јужна Африка и Саудијска Арабија). Изненађујуће, упркос централној улози коју је играо Канађанин Џон Хамфри у писању повеље, Канадска влада је била уздржана при гласању за нацрт повеље. Влада је променила свој став касније када је нацрт изашао пред Генералну скупштину.

## Структура и правне последице
Документ је заснован на традицији цивилног права, рачунајући преамбулу и тридесет одредби. Пошто је створена као објава циљева којих би требало да се придржавају владе, није правно обавезујућа и стога нема потписница. Декларација не представља део међународног права, али представља значајно оруђе у примени дипломатских и моралних притисака на владе које крше неке или све одредбе декларације. Међународна конференција Уједињених нација о правима човека из 1968. године одлучила је да декларација „представља обавезу за све чланице међународне заједнице“. Декларација је послужила као основа за оригинална два правно обавезујућа споразума Уједињених нација о правима човека, Међународни споразум о цивилним и политичким правима, и Међународни споразум о економским, друштвеним и културним правима. И данас је често навођена од стране академика, правника, и уставних судова.

## Главни принципи
Постоји укупно тридесет чланова који оквирно сачињавају људска права, али за најзначајније принципе се сматрају следећи:
- забрана ропства (чл. 4),
- забрана мучења (чл. 5.),
- забрана дискриминације (чл. 2. и 7.),
- право на живот (чл. 3.),
- право на слободу (чл. 3.),
- право на личну безбедност (чл. 3.),
- право сваке особе на правично суђење и забрана самовољног хапшења (чл. 9—12.),[5]
- праву на заштиту приватности (чл. 12.),
- право човека да се слободно креће унутар своје државе, да територију своје државе напусти и да се у своју државу сме слободно вратити (чл. 13.),
- право на уточиште (азил) у другим земљама, од неправедног прогона у својој земљи (чл. 14.),
- право човека да буде држављанин барем једне земље и да се може одрећи држављанства (чл. 15.),
- право пунолетних мушкараца и жена да склопе грађански брак и тиме оснују породицу, која се штити као темељна друштвена јединица (чл. 16.),
- право на власништво (чл. 17.),
- право на слободу мисли, савести и вероисповести (чл. 18.),
- право на слободу мишљења и изражавања, која укључује право на ширење идеја путем било којег медија (чл. 19.),
- право на слободу окупљања и удруживања (чл. 20.),
- право на суделовање у управљању својом земљом, путем избора и правом на приступ јавним дужностима (чл. 21.),
- право на социјалну заштиту у сврху осигурања темељног достојанства човека (чл. 22.),
- право човека да ради и слободно изабере запослење, те да буде плаћен без дискриминације - једнако као и други људи који раде једнак посао (чл. 23.),
- право на синдикално организовање радника (чл. 23.),
- право на дневни одмор и плаћени одмор од рада (чл. 24.),
- право на достојанствен животни стандард (чл. 25.),
- право на заштиту материнства и детињства, које укључује и заштиту ванбрачне деце (чл. 26.),[6]
- право на образовање, које укључује обавезно основно образовање, бесплатно средњошколско образовање, те право на приступ високошколском образовању "једнако доступно свима на основу успеха" (чл. 26.),
- право првенства родитеља у избору врсте образовања за своју децу (чл. 26.),
- право на приступ култури и науци (чл. 27.),
- право на заштиту моралних и материјалних интереса који произлазе из културног и научног стваралаштва (чл. 27.)
- право на друштвени и међународни поредак у којем се могу остваривати људска права (чл. 28.).

## Права човека
Сталан циљ Организације уједињених нација треба да буде допринос поштовању права човека и народа да располажу сами собом. Овај циљ је уписан у Повељу, која у томе види начин да се мир међу нацијама унапреди.
Општа декларација о правима човека је од изузетно великог значаја, пошто афирмише грађанска, политичка, економска, друштвена и културна права људске породице. Она је била, међутим, само израз једног идеала и није садржао правну обавезу. Стога је допуњена 1966. године са два међународна уговора поднета државама на ратификовање
- Уговор о грађанским и политичким правима
- Уговор о друштвеним, економским и културним правима.

Они уговори, који су ступили на снагу 1976. године, и које нису ратификовале све државе чланице, и даље представљају само скромну гаранцију.
Међу другим споразумима предложеним државама за ратификацију у области права човека могу се нагласити следећи:
- за спречавање и сузбијање геноцида (1948);
- за одстрањивање свих форми расне дискриминације (1969);
- за одстрањивање и сузбијање злочина апартхејда (1973);
- за одстрањивање дискриминације према женама (1979);
- против тортуре (1984);
- о правима детета (1989).

## Општа декларација о правима човека
Сматрајући да поштовање личног достојанства и једнаких и неотуђивих права свих чланова људске породице су темељ слободе, правде и мира у свету;
- сматрајући да су непоштовање и равнодушност према правима човека доводили до варварских поступака, који су срамота за савест човечанства, и да је долазак света у којем људска бића уживати слободу говора и веровања и у којем неће бити терора ни беде проглашени за најузвишенију тежњу сваког човека;
- сматрајући да је од суштинске важности да права човека буду заштићена правним системом како човек не би био приморан да устаје против тираније и угњетавања;
- сматрајући да су народи Уједињених нација у Повељи поново изразили своју веру у основна права човека, у достојанство и вредност човекове личности и равноправност мушкараца и жена и да су одлучни да подстичу друштвени напредак и побољшавају животни стандард у потпуној слободи;

## Значај и правно дејство

### Значај
Године 1948. је УН резолуцијом  усвојена декларација у виду двојезичног документа на енглеском и француском, и званичним преводима на кинески, руски и шпански. Године 2009. Гинисова књига рекорда је описала декларацију као „највише превођени документ” на свету (370 различитих језика и дијалеката). Уникод конзорцијум чува 431 од 503 званичних превода доступних на OHCHR (ажурирано: јун 2017.).
У њеном уводу, владе обавезују себе и своје народе на прогресивне мере којима се обезбеђује универзално и ефективно поштовање људских права постављених декларацијом. Еленор Рузвелт је подржавала усвајање декларације у облику декларације, пре него у виду споразума јер је сматрала да би тако имала исту врсту утицаја на глобално друштво као што је и Декларација независности САД имала на Сједињене Државе. Показало да је била у праву. Мада овај документ није правно обавезујући, декларација је била прихваћена или је утицала на већину националних устава од 1948. Она је исто тако служила као основа за све већи број националних закона, међународних закона и уговора, као и све већег броја регионалних, поднационалних и националних институција које штите и промовишу људска права.
По први пут у међународном праву, термин „владавина права” је био кориштен у уводу декларације. Трећи параграф увода декларације садржи следеће: „Будући да је есенцијално, ако човек није присиљен да прибегне, као последњем средству, побуни против тираније и репресије, да људска права треба да буду заштићена владавином права.”

### Правно дејство
Иако она није уговор сама по себи, декларација је била експлицитно прихваћена с циљем дефинисања термина „темељне слободе” и „људска права” који се јављају у повељи Уједињених нација, која је обавезујућа за све државе чланице. Из тог разлога, Општа декларација о правима човека је фундаментални конститутивни документ Уједињених нација. Осим тога, многи међународни правници сматрају да декларација сачињава део уобичајеног међународног закона и да је моћно оруђе у примени дипломатије и моралног притиска на владе које крше било који њених чланака. Године 1968. Међународна конференција Уједињених нација о правима човека је изнела становиште да декларација „представља обавезу за чланове међународне заједнице” према свим особама. Декларација је служила као основа за два обавезујућа споразума УН о правима човека: Међународни пакт о грађанским и политичким правима и Међународни пакт о економским, социјалним и културним правима. Принципи декларације су разрађени у међународним уговорима као што су Међународна конвенција о елиминацији свих облика расне дискриминације, Конвенција о елиминацији свих облика дискриминације жена, Конвенција о правима детета, Конвенција ОУН против тортуре, и многим другим. Декларацију и даље цитирају владе, академици, адвокати и уставни судови, као и појединци који се позивају на њене принципе ради заштите својих признатих људских права.

## Реакције

### Похвале
Општа декларација је добила похвале од великог броја значајних људи. Либански филозоф и дипломата Чарлс Малик ју је назвао „међународним документом од прворазредне важности”, док је Еленор Рузвелт — прва председница Комисије за људска права која је произвела нацрт декларације — изјавила да ће то „можда постати међународна Магна карта свих људи свуда”. У свом говору од 5. октобра 1995, папа Јован Павле II назвао је декларацију „једним од највиших израза људске савести нашег времена”, мада Ватикан никада није усвојио декларацију. У једној изјави 10. децембра 2003. у име Европске уније, Марчело Спатафора је рекао да је декларација „поставила људска права у центар оквира принципа и обавеза који обликују односе унутар међународне заједнице”.

### Критике и остало
Одређени кругови су критиковали Општу декларацију о правима човека као супротност права човека. Сматрајући да одређена „економска права“ не могу бити људска права јер морају бити обезбеђена од стране других путем присиле, нпр. опорезивањем. Сматрају да су индивидуална права управо оно што документ тежи да уништи. Томе додају чињеницу да су нацистичка Немачка и комунистички Совјетски Савез применили ова „економска права“ на своје владе и уставе и завршиле стварајући колективистичке режиме одговорне за смрт милиона. Капиталисти повремено заговарају документа дајући пример Северне Кореје која се високо котира у економским правима, док се Сједињене Државе према декларацији ниско котирају, иако су Сједињене Државе далеко перспективније и слободније него Северна Кореја.
Гинисова књига рекорда сврстава декларацију као „најпревођенији документ“ у свету, која је до 2004. године преведена на 335 језика и дијалекта. Друга дела су, међутим, превођенија; на пример, Библија је такође сврстана у Гинису као „преведена на 2.233 језика и дијалеката.“ Неки од превода доступних на УНХЦХР сајту садрже неисправљене грешке.